# Novi Dol
Novi Dol (en rus: Новый Дол) és un poble de l'óblast d'Uliànovsk, a Rússia, que en el cens del 2010 tenia 522 habitants. Pertany al districte de Barix.